# 桐柏山
桐柏山是处于中国河南省与湖北省境内的一座山脉，长度约100公里。主峰为太白顶。桐柏山为淮河的发源地。
桐柏山处于中国南北地理交界线上，生物资源丰富。

## 延伸阅读
[在维基数据编辑]
 《欽定古今圖書集成·方輿彙編·山川典·桐柏山部》，出自陈梦雷《古今圖書集成》